# Василий (Караяннис)
Митрополи́т Васи́лий Карая́ннис (греч. Μητροπολίτης Βασίλειος Καραγιάννης; род. 1 марта 1948, деревня Мандрес, район Фамагуста, Кипр) — епископ Кипрской православной церкви, митрополит Константский, проедр Аммохостоса.

## Биография
В 1960 году по окончании начальной школы принят в братию Монастыря святого апостола Варнавы, насельником которого был до турецкой оккупации Кипра в 1974 году.
В 1967—1970 годах прошёл трехгодичный курс обучения в Духовной семинарии апостола Варнавы в Никосии.
15 августа 1970 года в Монастыря святого апостола Варнавы был рукоположён в сан диакона.
С 1970 по 1974 году обучался в 1-й мужской гимназии Фамагусты.
В 1974—1978 годы обучался на богословском факультете Афинского университета. Во время обучения на Богословском факультете в Афинах в 1974—1975 годах служил диаконом в церкви Божией Матери Живоносный Источник на улице Академия. В 1976—1978 годы служил в кафедральном митрополичьем соборе Афин.
В 1978 году поступил в аспирантуру Фрибургского университета в Швейцарии, где в течение двух лет слушал лекции по социологии на отделении права, финансовых и социальных наук, а также по богословию на богословском факультете. Параллельно завершил написание докторской диссертации на французском языке на тему «Онтологическое различие между сущностью, энергией и знанием Бога по преподобному Максиму Исповеднику».
В 1978—1981 годы одновременно с учёбой служил диаконом в православном центре Константинопольского Патриархата в Шамбези.
11 апреля 1981 года на Кипре был рукоположён в пресвитера с возведением в сан архимандрита и назначен настоятелем греческого православного прихода в Женеве.
С 1981 по 1991 год — протосингел Швейцарской митрополии Константинопольского Патриархата.
В 1991 году назначен заведующим бюро межцерковных связей Кипрской Православной Церкви и одновременно настоятелем церкви Панагия Фанеромени в Никосии.
7 февраля 1996 года решением Священного Синода был избран хорепископом Тримифунтским, викарием Архиепископа Новой Юстинианы и всего Кипра. Его архиерейская хиротония была совершена 28 апреля того же года.
Митрополит Василий — член Центральной и Исполнительной комиссии Всемирного Совета Церквей и председатель комиссии «Вера и устройство» (2006—2014). Представлял Кипрскую Церковь на двухсторонних богословских диалогах между православными и римо-католиками, а также православными и англиканами. Автор монографий и многочисленных публикаций как в греческой, так и в зарубежной периодической печати.
11 мая 2007 года был избран митрополитом Константским. Возведение на кафедру состоялось 12 мая во временном центре епархии в Паралимни.
21 ноября 2007 года в составе рабочей группы Православных и Восточных Церквей по подготовке совместного меморандума с Объединёнными библейскими обществами встретился в Москве с Патриархом Московским и всея Руси Алексием II.
9 мая 2008 года во время своей вступительной речи на проходившей на Кипре Международной научной конференции «Святитель Епифаний: отец и учитель Православной Кафолической Церкви, 368—2008 епископ Константийский» сообщил об открытии Академии культуры имени святителя Епифания Кипрского. Академия разместится на территории древнего монастыря Божией Матери Айа Напа.
В июле 2012 года представлял Кипрскую православную церковь на праздновании 1025-летия Крещения Руси
Был одним из шести иерархов Кипрской церкви, которые 18 декабря 2022 года были кандидатами в выборах нового предстоятеля, после смерти архиепископа Хризостома II. Набрал 14,79% голосов, занял четвёртое место и таким образом не прошёл в второй тур выборов из трёх кандидатов.